# Fitbit
Fitbit, Inc. là một công ty điện tử tiêu dùng và thể dục của Mỹ có trụ sở chính tại San Francisco, California. Các sản phẩm của họ bao gồm các thiết bị trình theo dõi hoạt động, đồng hồ thông minh, thiết bị không dây có hỗ trợ công nghệ đeo được để đo dữ liệu, chẳng hạn như số bước đã đi bộ, nhịp tim, chất lượng giấc ngủ, số bước đã leo và các chỉ số cá nhân khác liên quan đến thể dục. Trước tháng 10 năm 2007, công ty có tên là Healthy Metrics Research, Inc. Trong khi các thiết bị của công ty này đươc cho là giúp tăng cường các hoạt động thể chất, có rất ít bằng chứng cho thấy chúng cải thiện sức khỏe người dùng. Vào năm 2019, Google đã công bố ý định mua lại Fitbit với giá 2,1 tỷ đô la Mỹ. Giao dịch dự kiến kết thúc vào cuối năm 2020. Theo một báo cáo của IDC được công bố vào ngày 10 tháng 3 năm 2020, Fitbit được coi là công ty thiết bị đeo được lớn thứ năm về lượng hàng xuất xưởng tính đến năm 2019 với mức tăng trưởng 14,8% so với năm ngoái, sau Xiaomi và Apple. Fitbit báo cáo đã bán được hơn 100 triệu thiết bị và có 28 triệu người dùng.

## Hiệu quả
Mặc dù các thiết bị theo dõi hoạt động dường như hữu ích khi được sử dụng với các biện pháp can thiệp khác để tăng hoạt động thể chất, một đánh giá của sáu nghiên cứu cho thấy có rất ít bằng chứng cho thấy chúng cải thiện kết quả sức khỏe. Trong số năm nghiên cứu xem xét việc giảm cân, một nghiên cứu cho thấy lợi ích, một cho thấy có hại và ba nghiên cứu không tìm thấy hiệu quả. 
Không rõ liệu các thay đổi hoạt động có xảy ra ở trẻ em và thanh thiếu niên sử dụng thiết bị theo dõi hoạt động hay không.
Sản phẩm và hướng dẫn an toàn của FitBit nêu rõ rằng "Các sản phẩm và dịch vụ của Fitbit không phải là thiết bị y tế [sic] và không nhằm mục đích chẩn đoán, điều trị, chữa bệnh hoặc ngăn ngừa bất kỳ bệnh tật nào."